# Vae victis
Vae victis, česky Běda poraženým, je latinské pořekadlo označující pošlapávání práv slabších, zejména ve válce.
Jeho vznik se vztahuje k roku 387 př. n. l., kdy Keltové, které vedl Brennus, napadli Řím a obléhali Kapitol. Obránci města jim nabídli 317 kg zlata, když odtáhnou. Při vážení výkupného Římané obvinili Kelty z podvodu. Brennus se rozzlobil, přihodil k závaží svůj meč a zvolal Vae victis („Běda poraženým“, tzn. vítěz diktuje podmínky). Tuto příhodu nebo spíš legendu popsal Livius ve svých dějinách Říma jako varování současníkům.
Toto pořekadlo používá jako své motto 1. mechanizovaná rota 41. mechanizovaného praporu 4. brigády rychlého nasazení Pozemních sil a 211. taktická letka Vzdušných sil Armády České republiky.